# Mazda3
Mazda3 är en bilmodell i mellanklassen som introducerades 2003 som årsmodell 2004 och tillverkas av japanska Mazda som tidigare varit ett bilmärke inom amerikanska Fordkoncernen tillsammans med bl.a. svenska Volvo. 
En prestandainriktad version av Mazda3 marknadsförs som Mazdaspeed3 i Nordamerika och Mazda3 MPS i Europa.

## Första generationen (2003–2009)
Första generationen introducerades hösten 2003 i Japan och ersatte då Mazda 323.

### Facelift 2007
Modellen genomgick en facelift från årsmodell 2007, med mindre förändringar exteriört och interiört. 

## Andra generationen (2009–2013)
Andra generationen lanserades 2010. Bilen bygger på samma bottenplatta (C1) som de före detta koncernsyskonen Volvo S40 och Ford Focus, och finns som sedan och halvkombi. Prestandaversionen MPS har 260 hk.

## Tredje generationen (2013-
Tredje generationen presenterades den 26 juni 2013 i Australien. Denna generation byggs på Skyactive-chassi och inte längre på C1-platformen från Ford.

## Prestanda och ekonomi
| Mazda 3 KombiSedan | Mazda 3 KombiSedan       | Mazda 3 KombiSedan | Mazda 3 KombiSedan | Mazda 3 KombiSedan | Mazda 3 KombiSedan    | Mazda 3 KombiSedan |
| Motor              | Acceleration (0-100 i s) | Toppfart (km/h)    | Bränsleförbrukning | CO2 utsläpp (g/km) | Rekommenderat bränsle | Tankvolym (liter)  |
| ------------------ | ------------------------ | ------------------ | ------------------ | ------------------ | --------------------- | ------------------ |
| 1.6 MZR            | 12,2                     | 181                | 6,4                | 147                | Blyfri 95 oktan       | 55                 |
| 2.0 MZR            | 10,4                     | 206                | 6,7                | 157                | Blyfri 95 oktan       | 55                 |
| 2.0 MZR (Automat)  | 10,6                     | 205                | 7,6                | 175                | Blyfri 95 oktan       | 55                 |
| 2.3 DICI           | 6,1                      | 250                | 9,7                | 219                | Blyfri 98 oktan       | 55                 |
| 1.6 MZ-CD          | 11,0                     | 186                | 4,3                | 115                | Diesel                | 55                 |
| 2.2 MZR-CD         | 8,2                      | 213                | 5,4                | 144                | Diesel                | 55                 |

Modellprogrammen mellan kombisedanen och sedanen skiljer sig i och med att 2.3 DICI-motorn(Mazda 3 MPS) och 2.2 MZR-CD(starkaste diesel-motorn) inte finns tillgängliga på sedanen.
| Mazda 3 Sedan     | Mazda 3 Sedan            | Mazda 3 Sedan   | Mazda 3 Sedan      | Mazda 3 Sedan      | Mazda 3 Sedan         | Mazda 3 Sedan     |
| Motor             | Acceleration (0-100 i s) | Toppfart (km/h) | Bränsleförbrukning | CO2 utsläpp (g/km) | Rekommenderat bränsle | Tankvolym (liter) |
| ----------------- | ------------------------ | --------------- | ------------------ | ------------------ | --------------------- | ----------------- |
| 1.6 MZR           | 12,2                     | 185             | 6,4                | 147                | Blyfri 95 oktan       | 55                |
| 2.0 MZR           | 10,4                     | 212             | 6,7                | 157                | Blyfri 95 oktan       | 55                |
| 2.0 MZR (Automat) | 10,6                     | 210             | 7,6                | 175                | Blyfri 95 oktan       | 55                |
| 1.6 MZ-CD         | 11,0                     | 188             | 4,3                | 115                | Diesel                | 55                |

## Motorernas specifikationer
| Motor             | Max. effekt hk (kW) | Max. vridmoment (Nm/varv per min) | Slagvolym (cc) | Borrning x slaglängd (mm) | Ventiler per cylinder | Kompressionsförhållande |
| ----------------- | ------------------- | --------------------------------- | -------------- | ------------------------- | --------------------- | ----------------------- |
| 1.6 MZR           | 105 (77)            | 145 / 4000                        | 1598           | 78,0 X 83,6               | 4                     | 10,0:1                  |
| 2.0 MZR           | 150 (110)           | 191 / 4500                        | 1999           | 87,5 X 83,1               | 4                     | 11,2:1                  |
| 2.0 MZR (Automat) | 150 (110)           | 187 / 4000                        | 1999           | 87,1 X 83,1               | 4                     | 10,0:1                  |
| 2.3 DICI          | 260 (191)           | 380 / 3000                        | 2261           | ?                         | 4                     | ?                       |
| 1.6 MZ-CD         | 115 (85)            | 270 / 1750-2500                   | 1560           | 75,0 X 88,3               | 2                     | 16,0:1                  |
| 2.2 MZR-CD        | 185 (136)           | 400 / 1800-3000                   | 2184           | 86,0 X 94,0               | 4                     | 16,3:1                  |